# Gerental
Das Gerental ist das östlichste der südlichen Seitentäler des Wallis.
Heute gehört das Tal zur Gemeinde Obergoms.
Heute sind die Siedlungen auch nicht mehr ganzjährig bewohnt. Früher gab es hier eine eigene Talschaft mit Gerichtsbarkeit.

## Talschaft Geren
Die Talschaft Geren bestand aus drei Ortsteilen, oberes Gerendorf, unteres Gerendorf und Bergdorf.
Noch um 1618 wurde die Talschaft Agernen genannt.
Die Talschaft Geren war seit Mitte des 14. Jahrhunderts eine eigenständige Talschaft und somit eine eigenständige Gemeinde. Nachdem sie sich von dem Herrn von Ernen losgekauft hatte, verfügte sie seit 1405 über ein Freigericht. Dieses besass hohe und niedere Gerichtsbarkeit, die Richtstätte mit dem Galgen befand sich oberhalb des Gerendorfes. Die Gerichtsbarkeit endete mit der Französischen Revolution und der Helvetischen Republik. Bis ins Jahr 1843 verwalteten noch Ammanner die Talschaft. Danach wurde die Talschaft von den Gemeinden Oberwald und Obergesten aufgekauft. Bis 2008 gehörte die ehemalige Talschaft zur Gemeinde Oberwald.
Die Talschaft wurde nach dem Aufkauf von den Einwohnern verlassen, diese zogen grösstenteils nach Oberwald und liessen oft auch die Wohnhäuser an den neuen Wohnort versetzen. Aus diesem Grund gibt es in den ehemaligen Ortschaften nur noch je ein Wohnhaus während der Rest Nutzbauten sind.
In jedem ehemaligen Ortsteil gibt es eine Kapelle. Die obere Gerenkapelle, befindet sich zwischen den unteren und oberen Gerendorf, die untere Gerenkapelle unterhalb des Unteren Gerendorfes. Die Kapelle auf dem Hungerberg gehörte zum Bergdorf.